# Michel de Montaigne

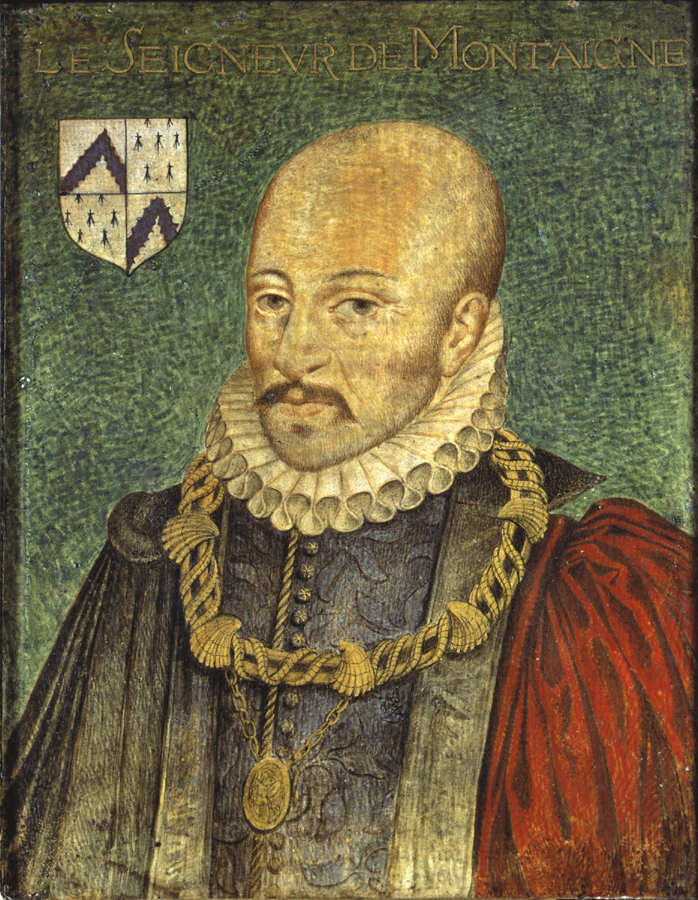
Michel de Montaigne portréja
(Thomas de Leu festményén)

Michel Eyquem de Montaigne címere

Michel Eyquem de Montaigne (Saint-Michel-de-Montaigne, Dordogne (megye), 1533. február 28. – Saint-Michel-de-Montaigne, 1592. szeptember 13.) ejtsd: [miʃɛl ekɛm də mɔ̃tɛɲ] (kb. „monteny”) francia esszéíró, filozófus. Az újkor kezdetén, a francia vallásháborúk idején a klasszikus humanista görög–latin gondolkodók hatására kezdte írni Essais címmel jegyzeteit, melyeket három kötetre bővítve jelentetett meg (1580-88). Az esszé műfajának megteremtője a világirodalomban.

## Élete
Nemességet szerzett gazdag kereskedőcsalád gyermekeként. Bordeaux város tanácstagja, majd 1581-ben a város polgármestere lett. Apja halála után irodalmi munkáknak szentelte idejét. Az Esszék első két könyvének megjelenése után hosszabb utazást tett Európában (1580–1581), 14 hónapig Itáliában tartózkodott. Esszéit hazatérve állandóan újjáírta, bővítette. Visszavonultsága ellenére többször közvetítői szerepet vállalt a vallásháborútól sújtott ország szembenálló hatalmasságai körül. Navarrai Henrik, a későbbi IV. Henrik bizalmi embere volt. Navarre Montaigne kastélyában is töltött néhány napot.
Több gyermeke még csecsemőkorban meghalt; egyetlen érte meg a felnőttkort.

## Műve
- Az Esszék egyes darabjai rövidebb, majd főleg a harmadik könyvben hosszabb etikai elmélkedésekből áll. A sértés és megbocsátás, a támadások elviselése, a lelki és testi szenvedélyek-szenvedések, hazugságok és lustaságok, a félelem és a képzelet hatalma – ezek leginkább visszatérő témái. Nem filozófiai általánosságokkal világítja meg tárgyát, hanem történetekkel, anekdotákkal, események elbeszélésével. Az 1588-ban megjelenő utolsó, harmadik könyv Itáliában tett útján szerzett tapasztalatait tárgyalja.
- A fejezetek középpontjába egyre inkább ő maga kerül, a külső világ a saját tudatán átszűrve értelmeződik. Barátjának, Étienne de La Boétie-nek halála, és saját tanácstalansága, betegségei, lelkiállapota lesz írásainak fő tárgya, háttérben mindig a klasszikus, görög-latin kultúrával, és a jelenkor vallásháborúinak fenyegető közelségével. Szemléletmódja, világlátása szkeptikus és sztoicista, ember- és jövőképe borúlátó. Többnyire Vergilius, Seneca, Cicero és Horatius történeteiből, elmélkedéseiből indulva jut el saját gondolatának megfogalmazásáig. Egyik híres gondolata – „Filozofálni nem más, mint megtanulni a halált” (vagy: „halni tanulni”)- , az I. könyv 30. fejezetének címe olyan Cicero-passzust gondol tovább, melyben Cicero Socratest idézi.
- Montaigne a személyesség megteremtője az európai irodalomban: a később gondolataival sokat vitatkozó Blaise Pascal nemcsak elismeri úttörő voltát és jelentőségét, hanem hasonló érzékenységgel és kételyekkel alkot maga is. Jean-Jacques Rousseau gondolkodására is hatott.
- Az egyik legismertebb francia népszerű-tudományos könyvsorozat címe (Que sais-je – kb. „Tudhatom én?” – vagy „Mit tudok én?…”) Montaigne szkepticizmusát kifejező egyik fő kérdésének idézése. André Gide egyik írásában Jézus alapszemléletéhez hasonlítja Montaigne-ét („Én vagyok az igazság”), de nem vallásos értelemben, hanem az igazság egyedül érvényes, szubjektív értelmezésére gondolva.
- Az Esszék első modern helyesírással a Gallimard Kiadó 1962-es Pléiade teljes és szöveghű kiadványával egyidőben jelent meg, melyhez André Gide írt bevezetőt. Azóta az újabb, így a népszerű Folio-sorozatban már mindig modern helyesírással teszik közzé, kivéve természetesen a történeti-szöveghű edíciókat.

## Filozófiája
Apja kérésére még ifjúként lefordította franciára Sabundei Rajmundnak a 15. században latinul írt Theologia naturalisát (Természetteológia). Később visszatért a műhöz, de az apológia már nem a „természetteológia” ügyének védelme lett, hanem védőbeszéd Sebon mellett. Az ítélkezés felfüggesztését azért javasolja, mert az érzékek megbízhatatlanok, az ember nem ismerheti ki az emberi észt. Ami az erkölcsi meggyőződéseket illeti, a társadalmi és kulturális beidegződések eleve meghatározzák ítéleteinket. Montaigne is a keresztény fideizmus szószólója, de nála ez együtt jár a bigott vallásosság elítélésével.
Lemond a mély bölcsességről. Első lépésben visszavonul a természet vagy a természetfölötti tárgyak (fizika és metafizika) vizsgálatától. Korlátozott megismerésének tárgya a megismerést hordozó személye. A világról való pragmatikus lemondást azonban nem követi az én belső szerkezetének rendszeres feltárása. Az én is a világhoz tartozik, de megvannak a saját természeti törvényei, működésének tudományos feltárásáról le kell mondani.
Az Esszék másik jelentős gondolatmenete a szabadság fogalmára összpontosít. A montaigne-i szabadság részben keresztényi, részben sztoikus, de mindenképp etikai értelmű. Ellentéte a szolgaság, de nem bármiféle indíttatástól való mentesség, hanem egy sajátos indíttatáshoz való felbonthatatlan kötődés értelmében. A mentesség a kötetlenség értelmében vett szabadság is fontos szerepet játszik filozófiájában. A szabadságnak két formája létezik, a nemzeti sajátságok és a vallásfelekezetek közti választás.

## Magyarul
- Montagne Mihály külömbbkülömbbféle tárgyak felől való gondolatjai és vélekedései magyar köntösben; ford. Nagy Tóth József; Wéber Simon Péter, Pozsony, 1803
- Montaigne pedagógiai tanulmányai; ford., bev., jegyz. Birkás Géza; Katholikus Középiskolai Tanáregyesület, Bp., 1913 (Pedagógiai könyvtár)
- Essai vagyis Kísérlet annak bizonyítására, hogy a bölcselkedés nem más, mint a meghalás tudománya; ford. Lehel István; Kner, Gyoma, 1922 (Monumenta literarum)
- Montaigne legszebb lapjai. André Gide válogatásában; bev. André Gide, ford. Kürti Pál; Officina, Bp., 1941 (Officina könyvtár)
- Esszék; vál., ford. Bajcsa András, bev. Gyergyai Albert; Bibliotheca, Bp., 1957 (Aurora)
- Esszék; vál., bev., jegyz. Oláh Tibor, ford. Bajcsa András et al.; Kriterion, Bukarest, 1983 (Téka)
- A tapasztalásról; ford. Réz Ádám; Európa, Bp., 1983 (Mérleg)
- Esszék; vál., bev. André Gide, ford. Kürti Pál; Kossuth, Bp., 1991
  - (Montaigne legszebb lapjai címen is)
- Esszék; vál., bev., jegyz. Oláh Tibor, ford. Bajcsa András et al.; Kairosz, Szentendre, 1996
- A kegyetlenségről; ford. Antal László; Európa, Bp., 1997 (Mérleg)
- Esszék, 1-3.; ford. Bajcsa András, átdolg. Csordás Gábor; átdolg. kiad.; Jelenkor, Pécs, 2001–2003
- Kísérlet annak bizonyítására, hogy a bölcselkedés nem más, mint a meghalás tudománya; Tandem Grafikai Stúdió, Bp., 2004 (Anno)
- Útinapló; ford., tan. Kovács Eszter; KRE–L'Harmattan, Bp., 2020 (Rezonőr)

## Szakirodalom
- Francis Jeanson: Montaigne par lui-même (Paris, 1951)
- Az Europe folyóirat Montaigne különszáma (Paris, 1972, 1-2.)
- Boros Gábor: Filozófia, Akadémiai Kiadó, Budapest, 2007